# Острови Королеви Шарлотти (колонія)
53°15′15″ пн. ш. 132°15′25″ зх. д. / 53.254166666667° пн. ш. 132.25694444444° зх. д.
Острови Королеви Шарлотти (англ. Queen Charlotte Islands) — колонія Великої Британії на  однойменному архіпелазі, що існувала з 1853 по 1863 роки. Колонія була створена після золотої лихоманки на островах Королеви Шарлотти. В 1851 зросла морська торгівля на американських кораблях.

## Загальний опис
В колонії не було столиці, а єдиним чиновником колонії став губернатор  Джеймс Дуглас, який був на той час одночасно губернатором колонії  Ванкувер. Колонія існувала чисто формально. В липні 1863 році колонія увійшла до складу колонії  Британська Колумбія. Острови мають прекрасні і мають найрізноманітніші пейзажі в світі. Флора і фауна рясніють різноманіттю, так що їх іноді називають Галапагосскими островами Півночі
.
Острови вражають навіть бувалих мандрівників своїми краєвидами. Сім найбільших островів — піки підводного гірського хребта, розташовані там, де континентальний шельф різко обривається в бездонні глибини Тихого океану, це найсейсмоактивніша зона Канади, де нерідко трапляються зсуви.

## Історія
Острови називають Хайда-Гуай, що означає «острови народу хайда». Протягом 7000 років на землях жив цей народ. Хуан Перес був першим європейцем, що дістався до цього віддаленого раю в 1774 році . За ним послідували торговці, які скуповували хутро. Острови були перейменовані в 1787 році на честь дружини короля Великої Британії Георга III. Первозданну чарівність зберегли острови і характеризуються багатою культурою та історією. На островах народ хайда продовжує традиційний спосіб життя, тут займаються видобутком копалин, рубкою лісу і комерційним рибальством.

## Туризм
Водними видами спорту, риболовлею, відправлятися в походи, плавати на каяках і спостерігати за китами пропонують зайнятися туристам. Також пропонується відправитися в село лісорубів і рибалок Порт Кле-менс і оглянути безкраї ліси помірного клімату. Хайда вважають, що на північний пляж провінційного парку Налкоон, ворон вперше приніс людей, умовивши їх вийти з шкаралупи молюска, сюди екскурсі також пропонується туристам. Одне з найбільших у світі зібрань тотемних жердин збереглися на острові Луїзи.